# 791 TCN
791 TCN là một năm trong lịch La Mã.